# Монастырь Панагиас Катарон
Монастырь Панагия Катарон (греч. Ιερά Μονή Παναγίας Καθάρων, Монасты́рь Панаги́я Катарио́тисса, греч. Ιερά Μονή Παναγίας Καθαριώτισσας) — недействующий ставропигиальный мужской монастырь Кипрской Православной Церкви. Расположен к западу от деревни Ларнакас-тис-Лапиту недалеко от Кирении на Северном Кипре. Один из древнейших монастырей на Кипре. Посвящён Успению Божией Матери. Престольный праздник — 15 августа (Успение Пресвятой Богородицы) и вторник после Пасхи.

## История
Об основании этого монастыря ничего не известно, так что мы не знаем, когда был построен этот монастырь. Но есть свидетельства, которые утверждают, что монастырь был построен монахами, бежавшими из Константинополя или другого региона Византийской империи, которые приехали на Кипр в годы иконоборчества в VIII веке.
В 1974 году территория монастыря перешла под контроль турецких властей, после чего монахи оттуда были изгнаны. С 1983 года — в составе Турецкой Республики Северного Кипра.